# Groenenweg
De Groenenweg is een straatnaam en heuvel in het Heuvelland gelegen nabij Vijlen in het zuiden van de Nederlandse provincie Limburg.